# Glockengasse
Koordinaten: 50° 56′ 18″ N, 6° 57′ 5,8″ O

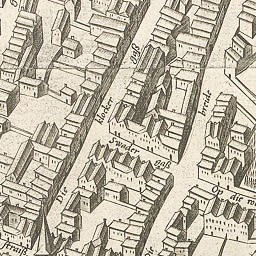
Kölner Stadtansicht von 1570 des Arnold Mercator – Glockengasse

Glockengasse ist der Straßenname einer geschichtsträchtigen Straße im Stadtteil Köln-Altstadt-Nord.

## Entstehungsgeschichte

Glockengasse 2 – Apotheke „zum Einhorn“ (um 1890)

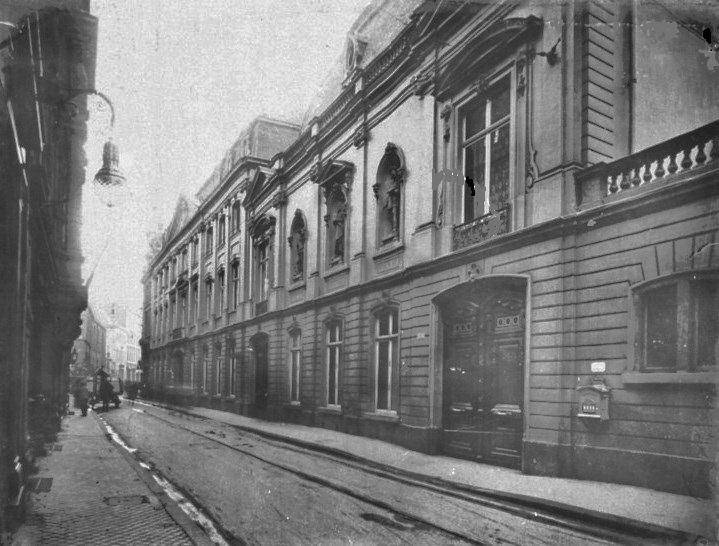
Glockengasse 3 – Palais Oppenheim (vor 1900)

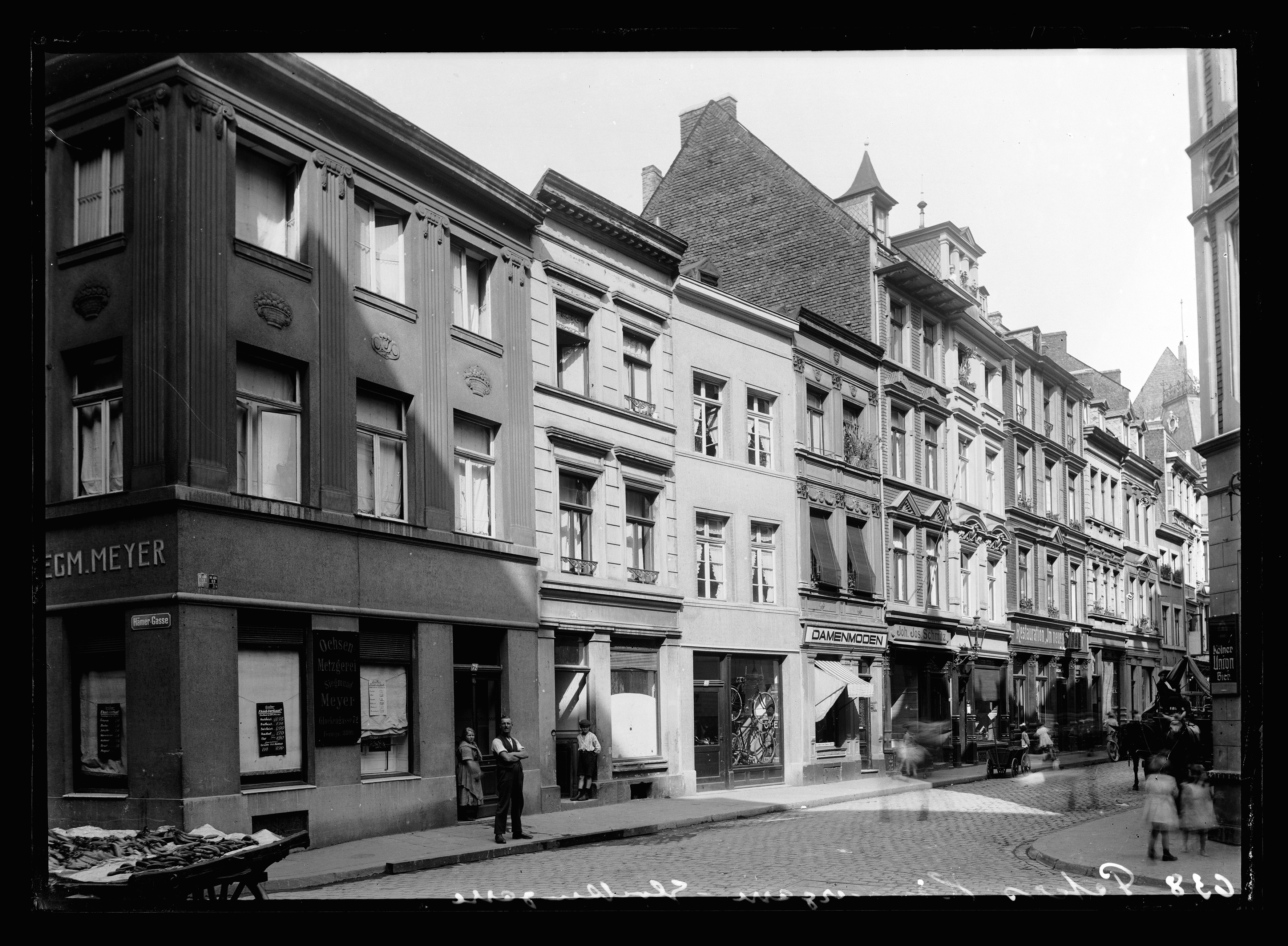
Glockengasse, Ecke Hämergasse (links), um 1912/13

Ihr Name geht auf das hier im Mittelalter ansässige Glocken- und Topfgießergewerbe und den Glockenmeister Elias zurück, der hier um 1266 lebte. Zwischen 1272 und 1274 ließen sich Serviten an der Glockengasse nieder. Ab 1276 hieß die Glockengasse im Schreinsbuch „in platea campanarum“ („Glockenstraße“). Am 8. Oktober 1295 verhandelte Vogelo Kune über sein Zinsversäumis (Mietrückstände), unter welchen Bedingungen er sein Haus in der „Klockenergasse“ zurückerhalten kann. Das Haus „Zum Scherfgin“ war nach dem Patrizier Johann Scherfgen benannt, dessen Söhne Gerhard und Rutger es am 1. September 1301 übernahmen. An der Südseite der Glockengasse (Nr. 7) besteht seit 1330 ein Beginenkonvent, der durch Henricus de Speculo (vom „Vilczengraven“; Filzengraben) testamentarisch am 27. Juli 1330 für 9 Personen gestiftet wurde und ab 1452 die Tertiarenregel der Franziskaner befolgte. Er hieß 1439 Beginenkonvent zum „kleinen Spiegel“ in der Glockengasse Nr. 6. In jener Zeit um 1545 zählte die Glockengasse zu den ersten Adressen der Stadt Köln. In Arnold Mercators Kölner Stadtansicht von 1570 hieß sie „klocker gaß“. Das Klarissenkloster wurde 1610 im Konventsgebäude Wassenberg („Strijtgasse“; Streitzeuggasse) gegründet und 1614 als Kloster St. Maria im Tempel in die Glockengasse verlegt. Es „nahm an der Glockengasse eine Frontbreite von 65 m und eine Tiefe von 80 m ein. Ein Vorhof von 14 m Tiefe führte zu der ungefähr 7 m breiten, 25 m langen Kapelle, die gleichgerichtet mit der Straße lag, und war an der Westseite von einem Querflügel des Pfortenhauses eingefasst.“ Von einem Neu- oder Umbau des Klosters wird 1659 berichtet. Der Konvent erhielt im Einwohnerverzeichnis von 1797 die Nr. 4606, danach Nr. 9. Das Kloster St. Maria im Tempel kam 1802 in die Säkularisation. Diese Säkularisation des Konvents führte am 4. Juni 1804 zur Versteigerung an den Pariser Makler Jean Joseph Lavessière von Glockengasse Nr. 4968 ½.
Das zu den größten und schönsten Häusern der Stadt zählende Haus Nr. 3 wechselte sehr häufig den Besitzer. Es wird 1269 erstmals in den Schreinsbüchern erwähnt, gehörte zwischen 1359 und 1429 dem Bürgermeister Eberhard Hardevust (und seinen Erben aus dem Patriziergeschlecht) und von 1431 bis 1516 dem wohlhabenden Kölner Kaufmann Johann Engelbrecht. Nach dessen Tod erwarb es der Unternehmer Peter von Heimbach († April 1557). Er nahm Kaiser Maximilian I. in seinem Haus auf, als der Kaiser zum Reichstag am 15. Juni 1505 feierlich in Köln eingezogen war. Der Reichstag begann am 21. Juni 1505 und endete am 30. Juli 1505. Am 1. März 1595 verkaufte Peter von Heimbach sein Stammhaus in der „Clockergassen“ Nr. 3 an den einflussreichen Kölner Kaufmann Matthias von Duisterloe. Bürgermeister Heinrich von Groote heiratete dessen Tochter Sibilla von Duisterloe, so dass Nr. 3 in den Besitz der Familie von  Groote gelangte. Jacob von Groote baute um 1614 in Nr. 3 das Grootesche Palais, das im Jahre 1752 Bürgermeister Maria Franz Jacob Gabriel von Groote abreißen und durch einen Neubau von Architekt Nikolaus Krakamp ersetzen ließ. Dessen Sohn Heinrich Josef Franz Anton Hermann Josef Balthasar von Groote übernahm die Bürgermeisterstelle seines Vaters und das Palais in der Nr. 3. Im November 1823 brachte Eberhard von Grootes Ehefrau das Haus Glockengasse Nr. 9 in die Ehe ein. Der Familie von Groote gehörte auch das Posthaus Nr. 27 (alt: Nr. 4824), das als „Pferdepost“ bezeichnet wurde und noch eine Rolle spielen sollte. 1794 musste die Familie von Groote vor den französischen Truppen nach Arnsberg und Siegen fliehen und unter anderem das Familienpalais in der Kölner Glockengasse Nr. 3 aufgeben.
Die Glockengasse wird mindestens seit 1404 „Clockenergassen“ genannt, spätestens im Jahre 1532 hieß sie „in platea campanarum“ (Glockenstraße). In Arnold Mercators Kölner Stadtansicht von 1570 heißt sie „klocker gaß“. Im ersten Kölner Adressbuch „Heußmanns Specification“ (1690) heißt die Glockengasse „Campanarum platea“ und „Clockergasse“. Der Kupferstecher Frans Hogenberg erwarb 1585 von Hermann Plettenberg das ganze Haus „zu der Portzen“ mit Garten. Das spätere Brauhaus „Zur Portzen“ in der „Klöckergasse“ 23 hieß ab 1693 „Zum schwarzen Adler“. Den Namen „Klöckergasse“ behielt sie bis in die Franzosenzeit.

## Ehemalige und heutige Bauwerke

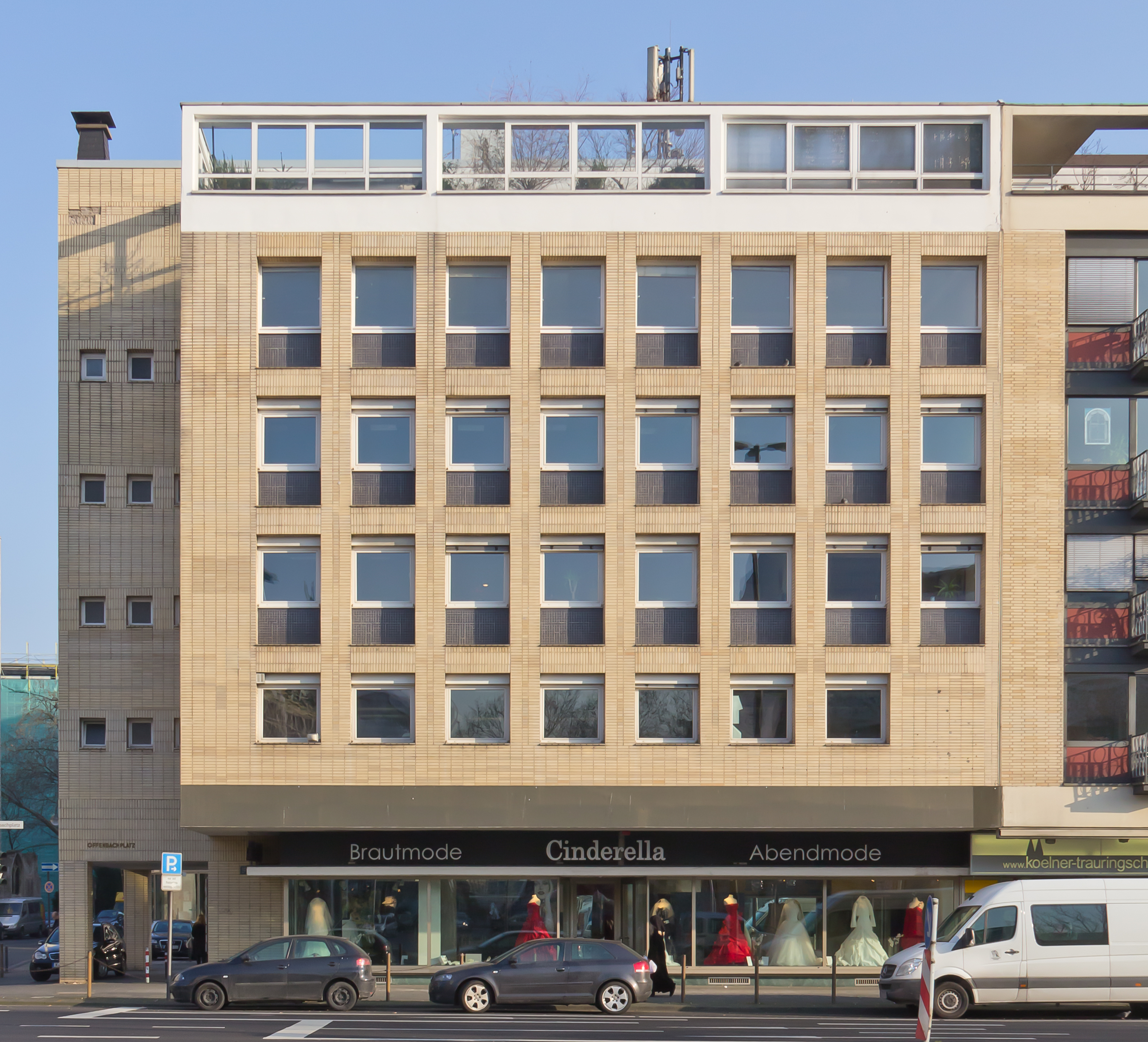
Glockengasse 1

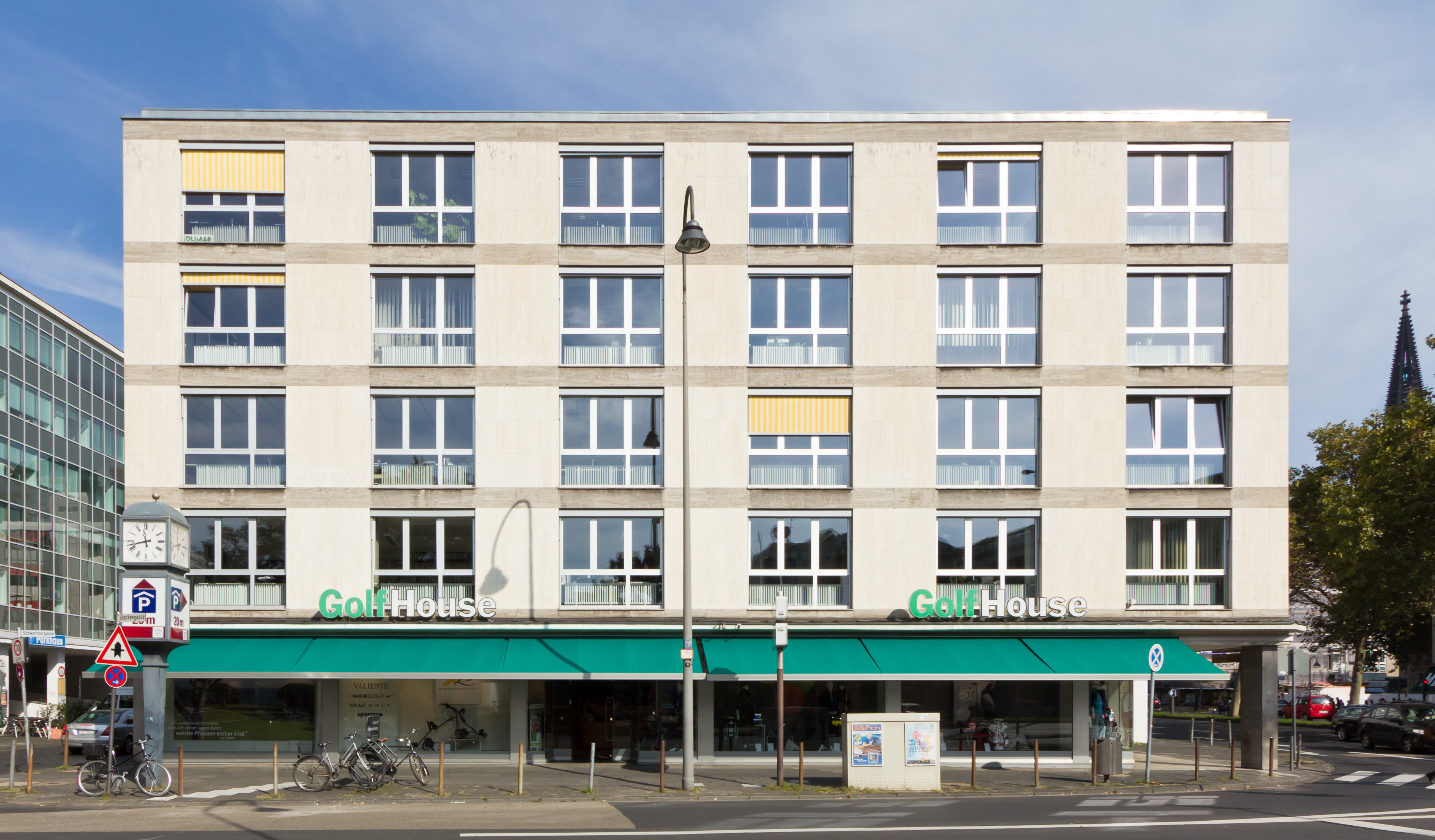
Glockengasse 2 – Haus Schwabenland

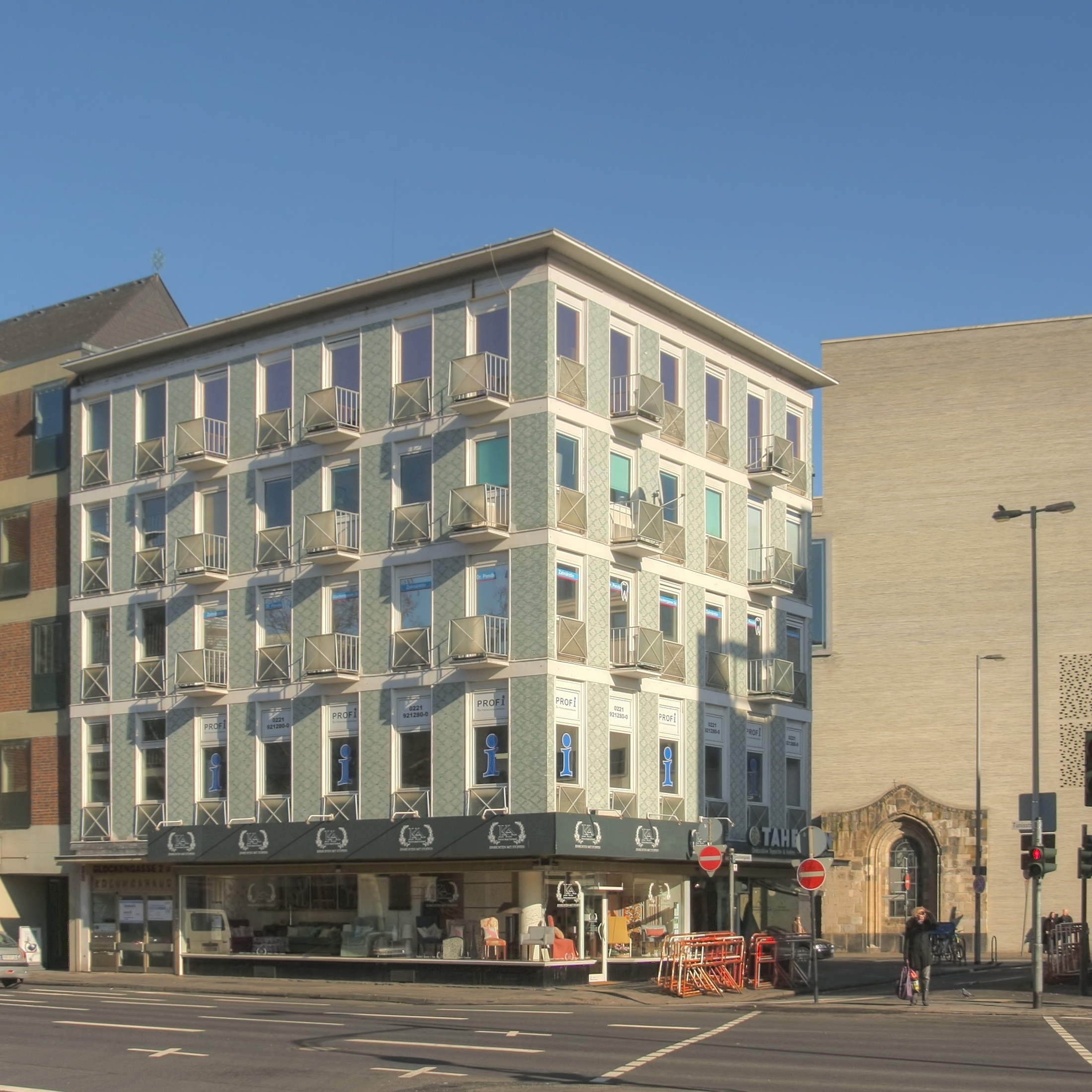
Glockengasse 2a – Kolumbahaus

Die Familie von Inden verkaufte am 30. Mai 1743 ihr Anwesen in der Glockengasse Nr. 1 an den aus Malmedy stammenden Gelehrten Johann Ignaz Roderique, der eine Professur an der Universität zu Köln innehatte. Mit Georg Friedrich Franckenberg betrieb er hier eine Druckerei, die hier seit 1682 bis zum 3. Oktober 1794 die Zeitung „Gazette de Cologne“ herausbrachte. Das Anwesen wurde durch Bomben am 27. September 1944 zerstört, heute befindet sich hier ein Büro- und Geschäftshaus.
In Glockengasse 2 befindet sich das „Haus Schwabenland“ (erbaut 1961), in 2a steht das „Kolumbahaus“ (1954; beide konzipiert von Wilhelm Koep, der auch die benachbarte Schweizer Ladenstadt und das neue Stammhaus von 4711 entwarf). Die vom Architekten Wilhelm Hoffmann für Albert von Oppenheim 1865 errichtete Gemäldegalerie in Nr. 3 wurde durch Bomben am 27. September 1944 zerstört, ebenso wie das Gebäude in Nr. 5. Es gab zwei Hotels, und zwar den Wiener Hof (Nr. 6–10) „gegenüber der Pferdepost“ (Inhaber: Nicolaus Josef Merzenich; hier stieg Karl Marx am 19. oder 20. Dezember 1841 bei seiner zweiten Köln-Reise ab) und den Mainzer Hof (Nr. 14–20; Inhaber: Bilger; hier stieg Karl Marx am 4. November 1842 ab, Gebhard Leberecht von Blücher übernachtete hier am 17. April 1815). Beide Häuser standen auf dem heutigen Areal der Opern Passagen.
In Nr. 13–15 befand sich ab 1859 die Rheinische Musikschule, es folgte die ehemalige Festungs-Inspektion (Nr. 15). Nr. 30 war das Haus „zum Baldekin“, erbaut um 1760 für die Familie Peter Cornelius Beyweg, später zum Palais des Bürgermeisters Johann Arnold von Beyweg ausgebaut,  und diente seit 1810 als  königliches Polizeipräsidium, das 1926 erneuert wurde und danach das Reichsvermögensamt beherbergte. Im Mai 1930 wurden in Nr. 30 römische Dachziegelbruchstücke ausgegraben. Nach Bombenangriffen brannte das Haus Nr. 30 am 31. Mai 1942 aus.
An Nr. 25–27 stand ein im Jahre 1286 von der Familie Johannes Starkenberg bewohntes Anwesen, das etwa 1560 in den Besitz der Familie Hürth überging („Hürther Hof“) und später von dem Reichsgrafen Albert Eusebius von Königsegg-Rothenfels erworben wurde. Hier wurde Maximilian Friedrich von Königsegg-Rothenfels am 13. Mai 1708 geboren, ein Jahr später erwarb 1709 Freiherr von Thurn und Taxis das Palais. Dieser richtete dort ein zentral gelegenes Posthaus ein. Der Hof ging 1729 an Everhard Pauli („Paul’scher Hof“) in der Glockengasse Nr. 18 (Nr. 1971), der mit 800 Pferden die Post im Köln-Bonner Raum verteilte. Aus dieser „Pferdepost“, die gegenüber der Nr. 4711 lag, entstand 1828 mit über 360 Beschäftigten auf einer Geländefläche von 1627 m² das königliche Oberpostamt, die „Oberpostdirection“, die 1913 abgerissen wurde (Glockengasse/Ecke Krebsgasse).
Zwei Zunfthäuser (Gaffelhäuser) befanden sich in der Glockengasse, und zwar das der Drechsler („Abtshof“; 1487) und das der Leiendecker (1589). Im Graf von Schaesberger Hof Nr. 40 (Nr. 4725) wohnte 1797 Universitätsprofessor Willmes, danach der Verleger und Redakteur Johann Arnold Otten. Der  Schaesberger Hof und Haus Pauli (Nr. 18) wurden im Juni 1869 von Theater-Actien-Verein erworben und mussten einem Theaterbau weichen.
Ab 1810 siedelte sich in der reinen Wohnstraße erstmals Gewerbe an. Pierre Antoine Fonck erhielt am 9. April 1810 die Genehmigung für die vermutlich erste Bleiweißfabrik des Rheinlandes in Nr. 4968. Die Stecknadelfabrik Georg Albert Reinecker & Comp. (Nr. 4–6) begann 1811, deren Inhaber Reinecker im April 1812 die Genehmigung zur Weiterführung erhielt. Vor 1863 waren Henry d’Eu und Jac. Merkens die Gesellschafter. Sie beschäftigte 240 Arbeiter, die täglich 1,2 Millionen Stecknadeln herstellten und war damit eine der größten ihrer Art in Europa.
In Nr. 39 ist seit 1614 das Brauhaus „im dicken Thomas“ („Em decke Tommes“) belegt, in dem seit den 1920er Jahren die legendären Künstlerbälle der „Progressiven Künstler Köln“ stattfanden. Das Gebäude wurde im Zweiten Weltkrieg zerstört.

### Mülhens-Häuser

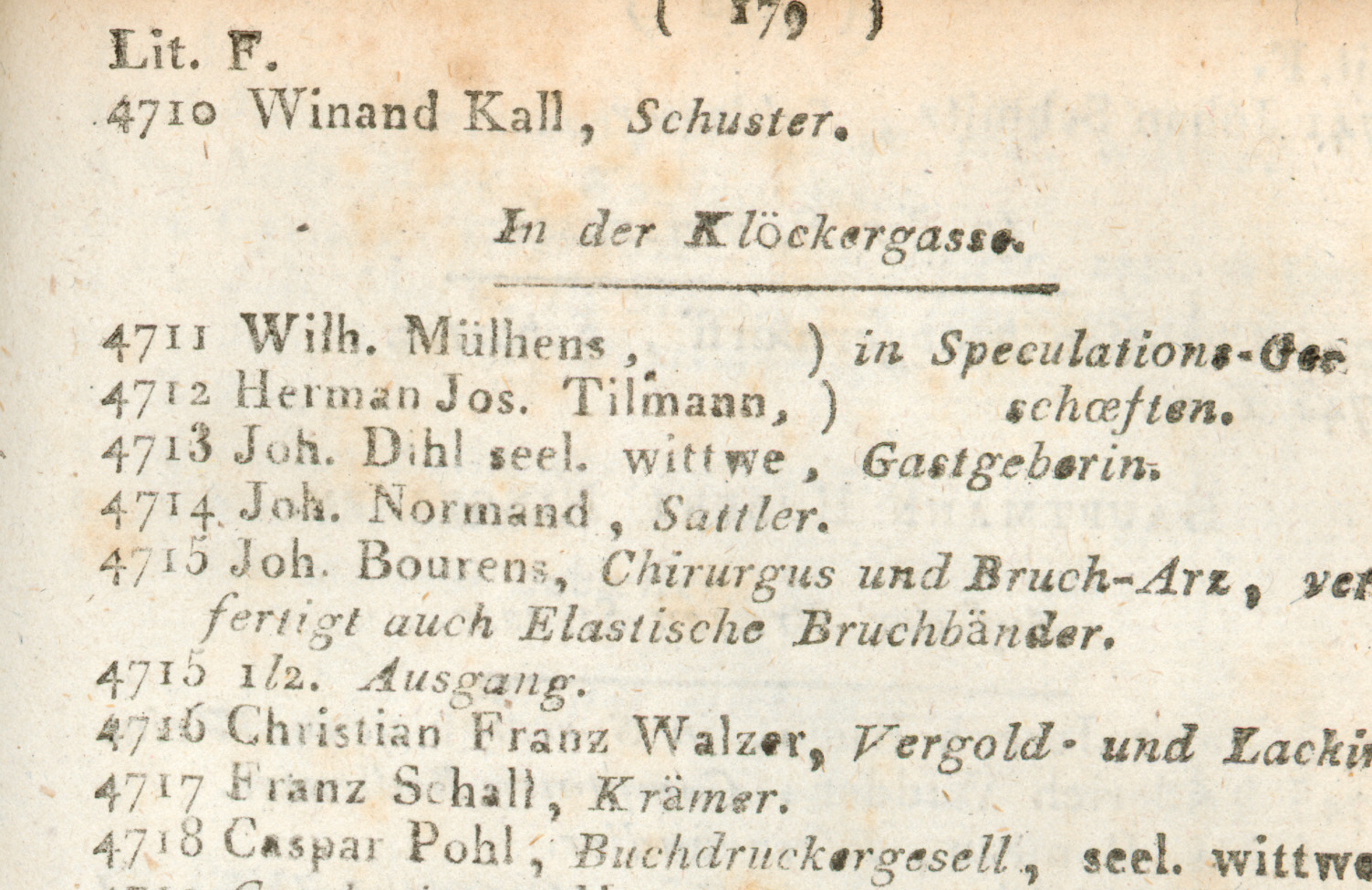
Auszug Adressbuch von 1797

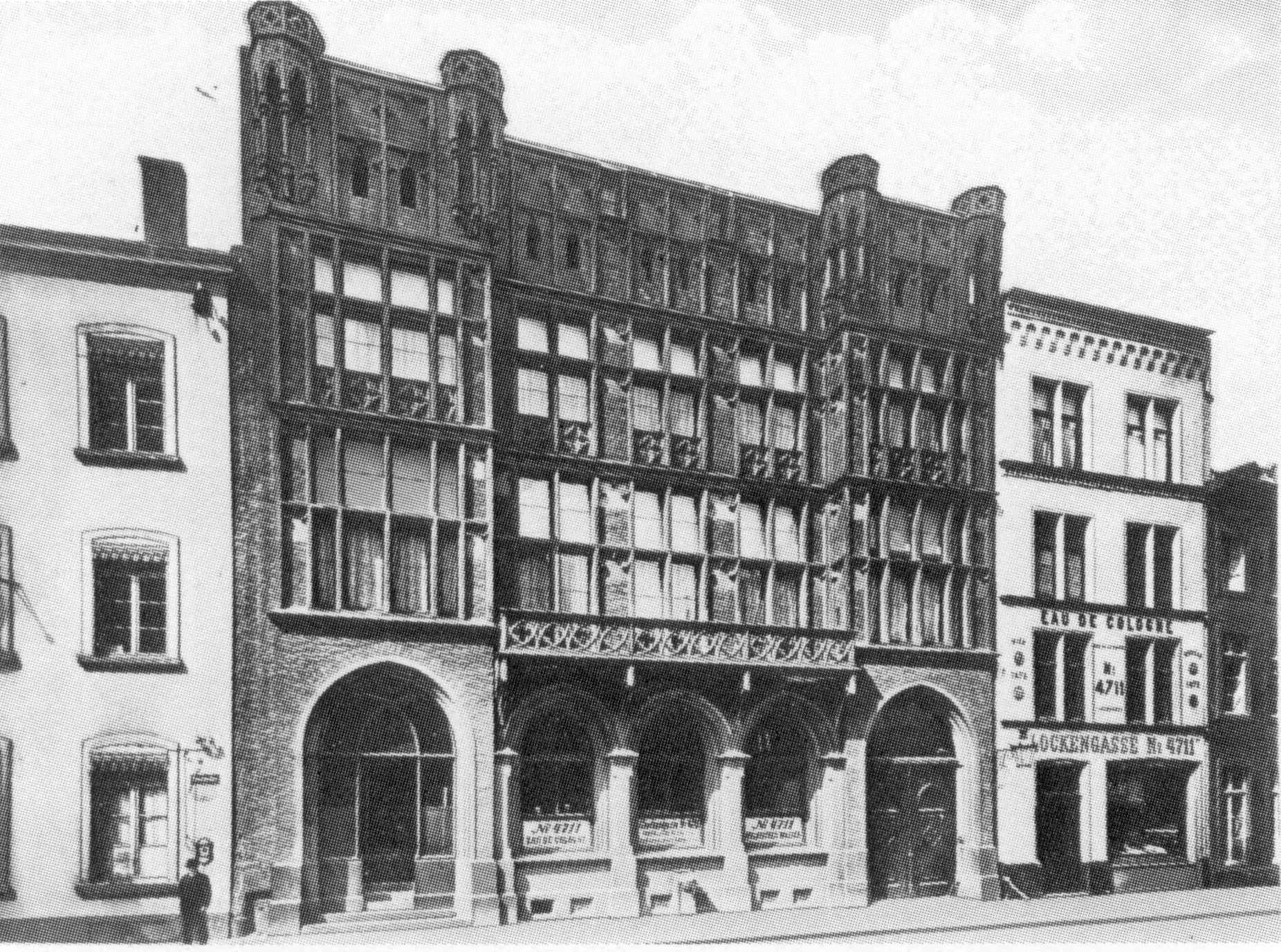
Glockengasse 24–28 – Eau de Cologne (1865)

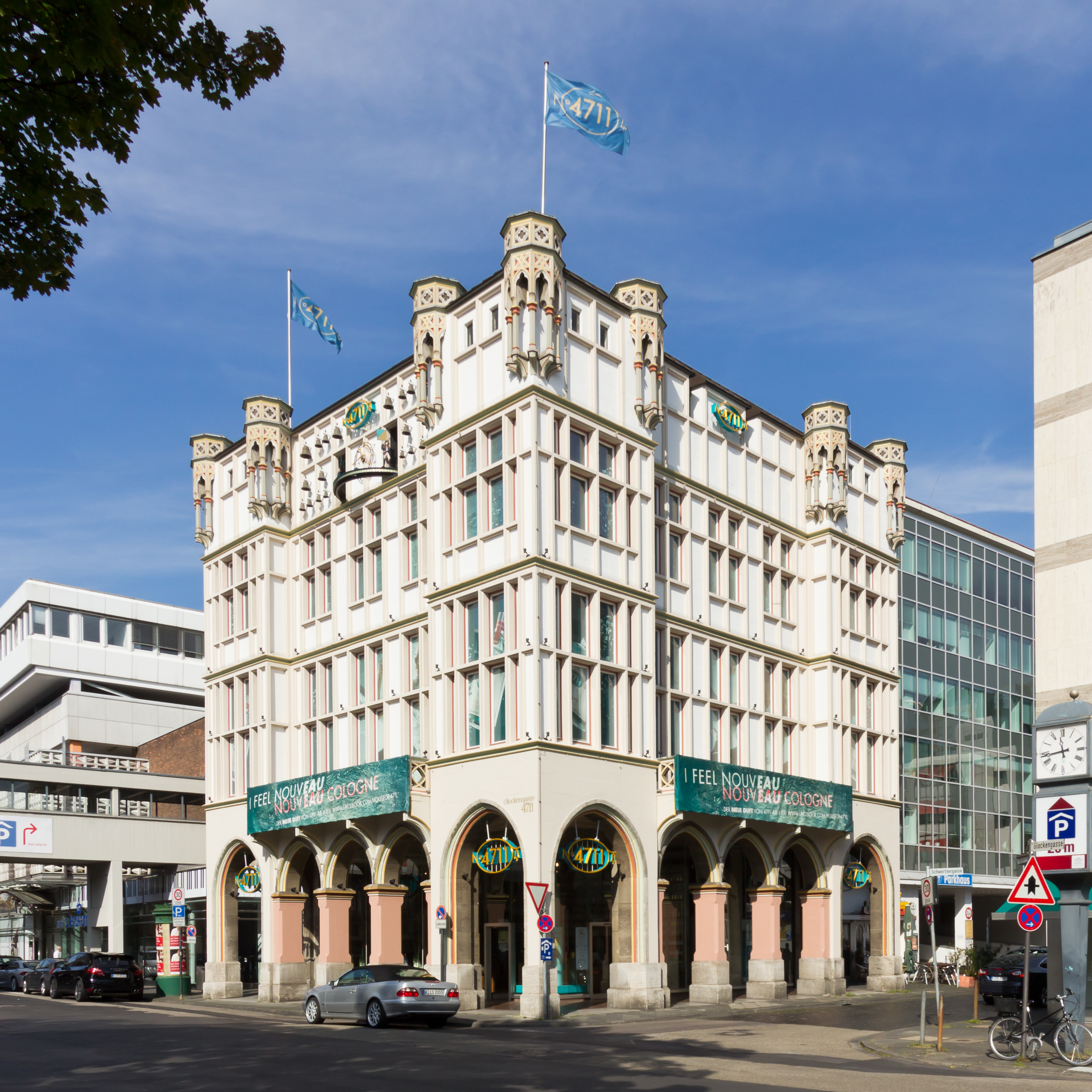
Glockengasse 4 – Stammhaus 4711

Wilhelm Mülhens gründete im Oktober 1792 seine Parfümerie-Manufaktur. In der Franzosenzeit ließ der Stadtkommandant General Charles Daurier die Häuser in allen Kölner Straßen durchnummerieren, so auch in der Glockengasse. Der Verleger des ältesten Kölner Adressbuchs Heinrich Joseph Metternich berichtete am 1. Dezember 1794 dem Rat der Stadt Köln, dass die Nummerierung inzwischen vorbereitet sei. Daraufhin beschloss der Rat am 8. April 1796 die Nummerierung nach dem Prinzip der Konskriptionsnummer durchzuführen.
Im Oktober 1796 erhält das Haus Klöckergasse Nr. 12 nunmehr die Nr. 4711. Es befand sich seit 1794 bis zum zweiten Kölner Adressbuch von 1797 noch im Eigentum der Witwe des Wilhelm von Lemmen. Erst im dritten Kölner Adressbuch von 1797 ist Wilhelm Mülhens in der Klöckergasse 4711 als Eigentümer „in Speculationsgeschaeften“ verzeichnet. Die Glockengasse wird nun in „rue des cloches“ (Glockengasse) umbenannt; ab 1. Januar 1813 dürfen nur noch die französischen Namen des „Itinéraire de Cologne“ verwendet werden. Als wohl berühmteste Hausnummer Deutschlands erlangt die Glockengasse Nr. 4711 auch Weltruhm. Im Dezember 1811 werden Hausnummern wieder straßenweise vergeben, Haus 4711 erhält wieder die Nr. 12, am 28. September 1816 sorgte ein preußisches Edikt auch für die Abschaffung der französischen Straßennamen.
Die Hausnummer 4711 wurde jedoch als Markenname weiterverwendet. Die erste Eintragung der Zahl 4711 als geschütztes Warenzeichen erfolgte am 18. August 1847 in der „Verordnung für Rheinland und Westfalen“. Durch das Markenschutzgesetz vom 1. Mai 1875 wurde das Warenzeichen erneut geschützt. Einen weiteren Schutz erlangte das Zeichen durch das „Reichsgesetz der Warenbezeichnung“ vom 12. Mai 1894. 1881 wird die Firma unter dem Namen „Eau de Cologne & Parfümerie Fabrik Glockengasse 4711 gegenüber der Pferdepost von Ferd. Mülhens in Köln am Rhein“ ins Handelsregister eingetragen.
Im Jahre 1416 wurde das Bürgerhaus „zum Balken“ (Nr. 26–28) errichtet, das 1852 in den Besitz von Wilhelm Mülhens überging. 1854 entstand hier ein Neubau gegenüber der „Pferdepost“. Peter Joseph Mülhens zog von der Glockengasse 12 in das von Architekt Johann Jakob Claassen neu errichtete Geschäftshaus mit neugotischer Fassade in der Glockengasse 26–28 gegenüber der Pferdepost um. Das Haus in der Glockengasse 12 stand zunächst leer und wurde später nach Verkauf abgerissen. Am 29. Juni 1943 wurde das Haus Nr. 26–28 durch einen Bombenangriff völlig zerstört. Ab 1963 entstand ein Neubau im Stil des Vorkriegsgebäudes an neuem Standort an der Glockengasse 4, der im Oktober 1964 eingeweiht wurde. Die neugotische Fassade wurde jetzt mit Arkaden um die Straßenecke zur Schwertnergasse 1 fortgeführt.

### Stadttheater

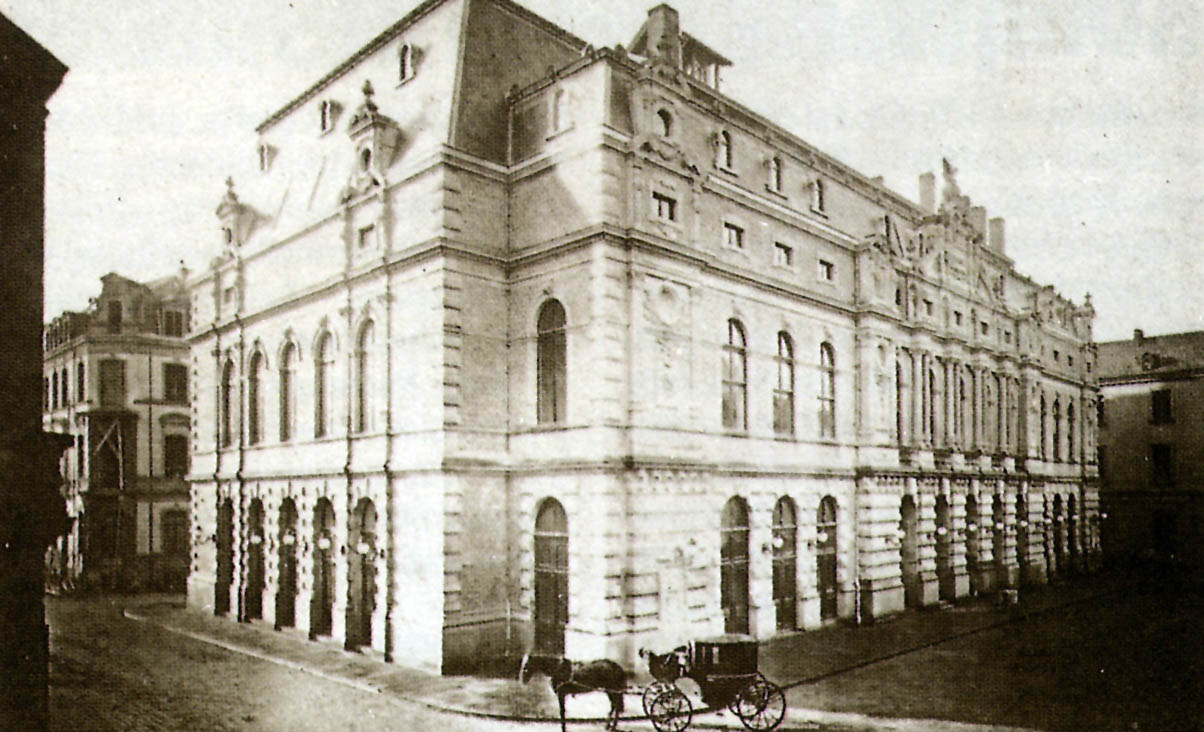
Glockengasse 17–23 – Theaterbau (1872)

Baubeginn für das Kölner „Comödienhaus“ in der Schmierstraße war im April 1828, nachdem das vorherige wegen Baufälligkeit abgerissen werden musste. Das neue wurde in nur 9 Monaten mit Baukosten von 75000 Talern durch den königlichen Bauinspektor Matthias Bierscher erbaut und war am 19. Januar 1829 mit einem Fassungsvermögen von 1540 Plätzen eröffnet worden. Am 22. Juli 1859 wurde es durch Feuer bis auf die Umfassungsmauern zerstört. Nach dem Wiederaufbau zerstört es ein weiteres Feuer am 16. Februar 1869, so dass man sich für einen neuen Theaterbau in der Glockengasse entschied. Nach Grundsteinlegung am 15. Juni 1870 in Nr. 17–23 öffnet das mit einer bebauten Fläche von 1633 m² von Julius Carl Raschdorff konzipierte Stadttheater mit über 1800 Plätzen am 1. September 1872 seine Pforten. Die Baukosten beliefen sich auf 700.000 Mark. Es ist der Beginn einer neuen Epoche im Kölner Theaterwesen. Auch dieses Theater wurde zerstört, und zwar bei Bombenangriffen im Zweiten Weltkrieg am 29. Juni 1943.

### Synagoge

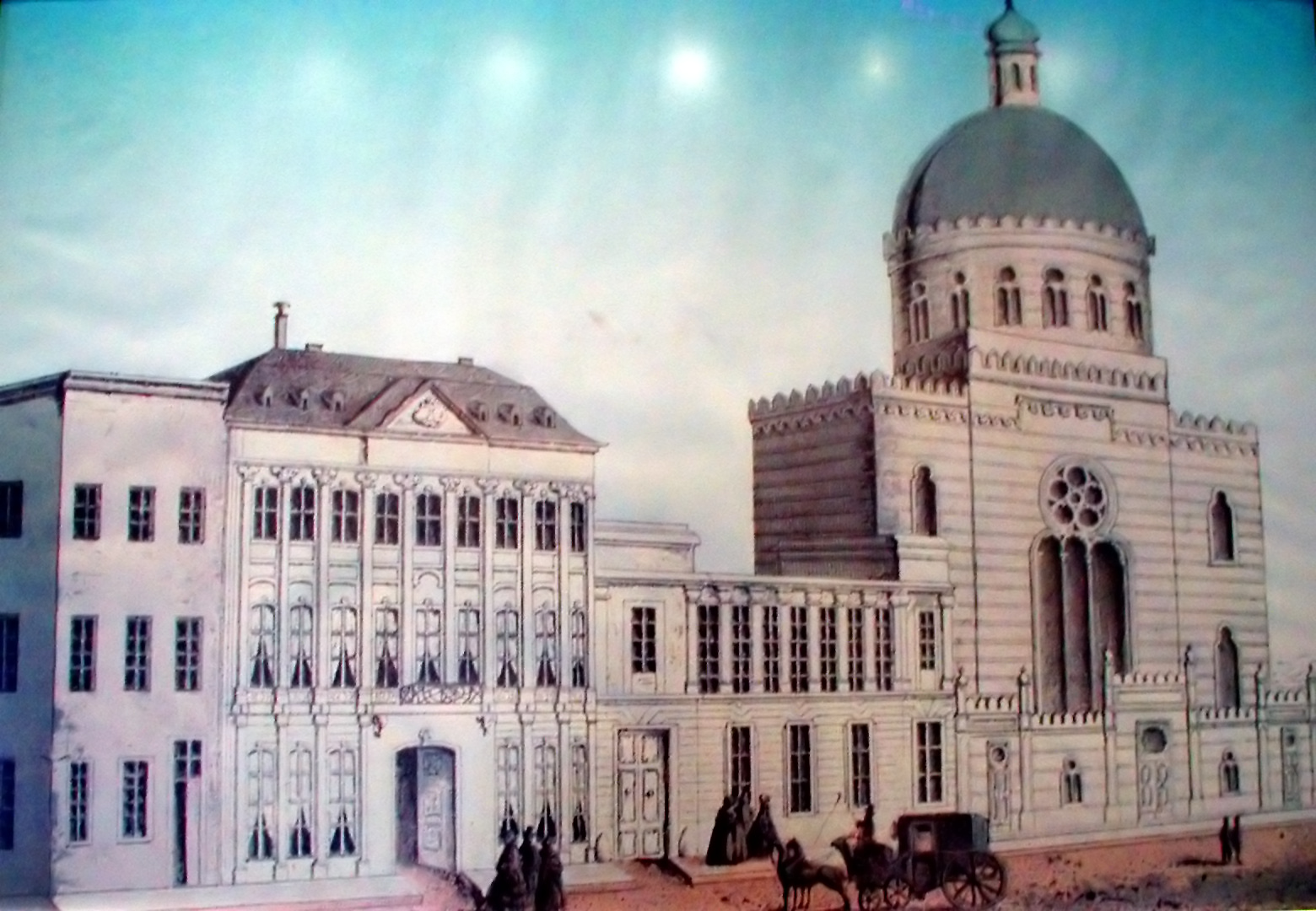
Glockengasse 5–7 – Synagoge

Am 10. Juni 1856 bekundete der jüdische Bankier Abraham Freiherr von Oppenheim seine Absicht, „auf dem ganzen Terrain in der Glockengasse eine der Stadt Köln würdige Synagoge auf seine alleinigen Kosten erbauen zu lassen, um sie der jüdischen Gemeinde als Geschenk zu übergeben“. Oppenheim, dessen privates Wohnhaus direkt neben dem Bauplatz auf der Glockengasse 3 stand, hatte den Kölner Dombaumeister Ernst Friedrich Zwirner beauftragt, die Pläne für die neue Synagoge zu entwerfen. Der an der Glockengasse Nr. 5–7 im neoislamischen Stil entstandene Repräsentationsbau diente sowohl der Integration der Kölner jüdischen Gemeinde nach innen als auch der Demonstration jüdischer Identität und jüdischen Selbstbewusstseins nach außen. Während der Einweihungsfeierlichkeiten am 29. August 1861 rief Rabbiner Israel Schwarz: „Rom hat einst Jerusalem zerstört, und hier im fernen Germanien sind Roms stolze Denkmäler längst verschüttet und auf ihnen erhebt sich die jüdische Synagoge!“ Sie besaß eine zentrale vergoldete 46 Meter hohe Kuppel und 4 minarettartige Türme. In der Reichspogromnacht vom 9. November 1938 teilweise niedergebrannt, wurde die Synagoge durch die Bombenangriffe vom 29. Juni 1943 zerstört.

### Oper
Die Kölner Oper auf dem Offenbachplatz entstand auf dem Trümmergrundstück des ehemaligen Stadttheaters und der Synagoge. Das Areal wurde 1943 durch die Stadt angeeignet. Da die alte Kölner Oper an den Kölner Ringen Zerstörungen durch einen Bombenangriff im August 1943 erlitten hatte und man einen Wiederaufbau verwarf, wurde sie 1958 abgerissen. Am 4. Juni 1955 fand die Grundsteinlegung für die neue Oper am Offenbachplatz statt, am 8. Mai 1957 wurde sie in Anwesenheit des damaligen Bundeskanzlers und Alt-Oberbürgermeisters von Köln, Konrad Adenauer, als Großes Haus für Oper und Schauspiel eingeweiht.

## Lage und Bedeutung
Die nur 376 Meter lange Straße ist zwar nicht gerade die wichtigste Kölns, aber wohl die weltweit bekannteste Kölner Straße neben Hohe Straße und Schildergasse. Mit der Glockengasse wird die Marke 4711 assoziiert. Sie gewann durch Hotels, Theater, Polizeipräsidium, Post und Synagoge um 1915 an Verkehr. Sie beginnt an der Kolumbastraße/Herzogstraße, wird durch die Nord-Süd-Fahrt (hier: Tunisstraße) durchtrennt, setzt sich am Offenbachplatz fort und bildet dessen nördliche Grenze, kreuzt die Neue Langgasse/Krebsgasse und endet an der Hämergasse. In ihrer Nähe liegt der U-Bahnhof Appellhofplatz der Stadtbahn Köln. Die gleichnamige Glockengasse in Köln-Porz ist 93 Meter lang und eine reine Wohnstraße.